# Томтор (Мегино-Кангаласский улус)
Томтор (якут. Томтор) —  село в Мегино-Кангаласском улусе Якутии.

## География
Расположен в 20 км к северо-востоку от Якутска и в 6 км на север от Тектюра.  

## История
Нынешний Томторский наслег основан Иваном Пономаревым – Чөкчөҥө кулуба – современником Василия Манчаары. Он дважды женился, но детей у него не было. Вторая его жена, родом из Западно-Кангаласского улуса, от первого брака имела двух дочерей и сына. Пасынок получил имя – Александр Тимофеевич Пономарев – Елееске и впоследствии стал наслежным князцом и кандидатом на должность улусного головы. Отчим А.Т.Пономарева – Иван Пономарев – Чекчеце Кулуба был проворным, пробивным, предприимчивым человеком, что позволило ему стать наслежным князцом, улусным головой, затем главным родоначальником знаменитой Степной Думы. В годы работы в Степной Думе И.Пономарев занимался расширением сенокосных угодий своего наслега. Под разными предлогами «присовил» острова Екер, Белкей Са5ах (сейчас называется «Островом Пономарева» - см. также: Острова Пономарева) и острова, принадлежащие I Мельжехсинскому наслегу, Мегиноскому и Нахаринскому наслегов Восточно-Кангалаского улуса. Известно, что в 1837 г. И.Пономарев с сыном впервые в истории Мегинского улуса засеяли хлеб, а также, что, опасаясь налета Василия Манчаары, И.Пономарев за 5 дней построил трехэтажный (снаружи выглядит как двухэтажный) амбар-крепость силами 95 человек. Из них только на строительстве работали 25 чел. По завершении в течение 25 суток амбар-крепость охраняли 38 отборных силачей и метких стрелков. Манчаары, увидев это, не решился на нападение и ограничился тем, что из местности Боччуо увел двух коней Пономарева.
По словам старожила наслега И.П.Свинобоева – Баскыйаан, умершего в возрасте 103 года,  III Мельжехсинский наслег состоит из трех отцовских родов: Мэки – в Томторе, в верховьях Ергенняха и в ИС Хону; Мурэх – в Ергенняхе и в Даагыре, а также Боппо.
В отцовский род Боппо входят Атласовы, Пономаревы. Ошустановы, Шергины, часть Свинобоевых, Макаровы, Харитоновы и Романовы. Отцовский род Мэки составляют некоторые из Харитоновых, Свинобоевы, Шарины и Оконешниковы; отцовский род Мурэх – Свинобоевы, Ивановы и Кузьмины. Вплоть до 30-40-х годов XX в. в зимнее время они жили на островах – Бестях, Кытарах, Даагыда и Маалыкай; весною, до сенокосной поры – в Томторе, Боччуо, Ергенняхе и по речке Сола. Основное их занятие – разведение крупного рогатого скота и лошадей. В 50-х и 60-х годах в колхозе «Сарданга» сеяли зерновые на 200 га.
В установлении и упрочении советской власти активное участие приняли братья Гавриил, Дмитрий и Алексей Пономаревы (сыновья Андрея Мандалай), Е.Ошустанов, К.Кузьмин, Ф.Ошустанов, К.Ошустанов, Н.Макаров (Чообур Николай) и другие. Из них Г.А.Пономарев умер в 1926 г. вследствие ранения, полученного при обороне Сасыл Сысыы Амгинского улуса.
Под руководством А.А.Пономарева в 1920 г. был создан насревком (председатель К.П.Кузьмин); в 1920 г. – сельсовет (председатель Е.И.Ошустанов), затем колхоз «Сарданга», который в 1957 г. объединился с колхозом «Революция» Жанхадинского наслега в укрупненный колхоз им.Маленкова.
Председателями колхоза «Сарданга» работали С.П.Ошустанов, Е.Е. Макаров (погиб на фронте), Г.И.Кычкин, С.П.Шарин, С.А.Пономарев и И.В.Десяткин; председателями исполкома сельсовета долгое время являлись В.П.Атласова, С.П.Шарин, И.П.Шарин, Г.Г.Ошустанов и П.П.Кривогорницын.
Первоначально наслег назывался III Мельжехсинским, в него входил Тулагинский наслег, расположенный на западном берегу реки Лены. В 1930 г. товарищества «Эhэлээх», «Балгы», «Маалыкай» объединились во II Мельжехсинский наслег. В результате административно-территориального деления Тулагинский наслег вошел в Якутский район. За собой тулагинцы оставили остров Бестях, с которого и до сегодняшнего дня получают много сена.
Благодаря географическому положению (у р.Лены) и умелому руководству колхозом председателя Т.И.Кычкина, бригадира И.М.Свинобоева – Ырыып Лэгэнтэй большого урона наш наслег в годы войны не понес. В годы войны жители наслега внесли значительные средства на строительство танка «Сарданга» (Заря).
После войны, в колхозе «Сарданга» в годы председательства И.В.Десяткина (1949-1955 гг) была проделана большая работа по восстановлению народного хозяйства. Жизнь и быт населения постепенно улучшались. В 1957 г. II Мельжехсинский наслег объединился с Жанхадинским наслегом. В результате центр наслега и семилетняя школа переселились в с.Техтюр. Наслег стал называться Жанхадинским.
В 1957 г. колхоз «Сарданга» был отделен от колхоза им.Маленкова и передан колхозу им.Горького. Председателем назначили И.Н.Шарина. II Мельжехсинский наслег стал называться Тюнгюлюнским наслегом. Центр наслега и колхоза переместился в с.Тюнгюлю.
В 1964 г. по настоянию заведующего Томторским участком Я.С.Атласова все дома с.Томтор постепенно были перенесены в более высокую, не подтопляемую местность Боччуо. Полностью этот процесс завершился в середине 70-х гг.
В 1992 г. совхоз был раздроблен и с.Томтор стало вновь Томторским наслегом.
Источник: http://sakha.gov.ru/node/8229

## Население
| 2002 | 2010 | 2012 | 2013 | 2014 | 2015 | 2016 |
| ---- | ---- | ---- | ---- | ---- | ---- | ---- |
| 452  | ↘430 | ↘418 | ↘413 | ↘412 | ↗422 | ↗424 |
| 2017 | 2018 | 2019 | 2020 | 2021 |      |      |
| ↗429 | ↘418 | ↘414 | ↗421 | ↗425 |      |      |

## Инфраструктура
Детский сад, школа.  